# Girón (Colombia)
Girón, también llamado San Juan de Girón, es un municipio del departamento de Santander, que forma parte del área metropolitana de Bucaramanga al noreste de Colombia. El municipio se conoce a nivel nacional por su casco antiguo caracterizado por su arquitectura de la época virreinal (calles empedradas, casas con paredes blancas, grandes puertas de color marrón oscuro o negro, y techos con teja de arcilla).

## Fundación
El municipio de Girón fue fundado en 1631. Reconocido como Monumento Nacional de Colombia en 1959, suceso que fue reglamentado en 1963. Hace parte de la Red de pueblos patrimonio de Colombia.

## Bandera
Como hecho curioso sobre el emblema del municipio de San Juan de Girón, que posee dos banderas:
La primera dividida en dos franjas iguales en sentido horizontal, la parte de arriba de color amarillo y la parte de abajo en color marrón o café oscuro. El significado de estos dos colores: amarillo que representa el oro extraído del río que lleva su mismo nombre y el caoba o café oscuro, el tabaco que hace parte importante de la economía de esta región. 

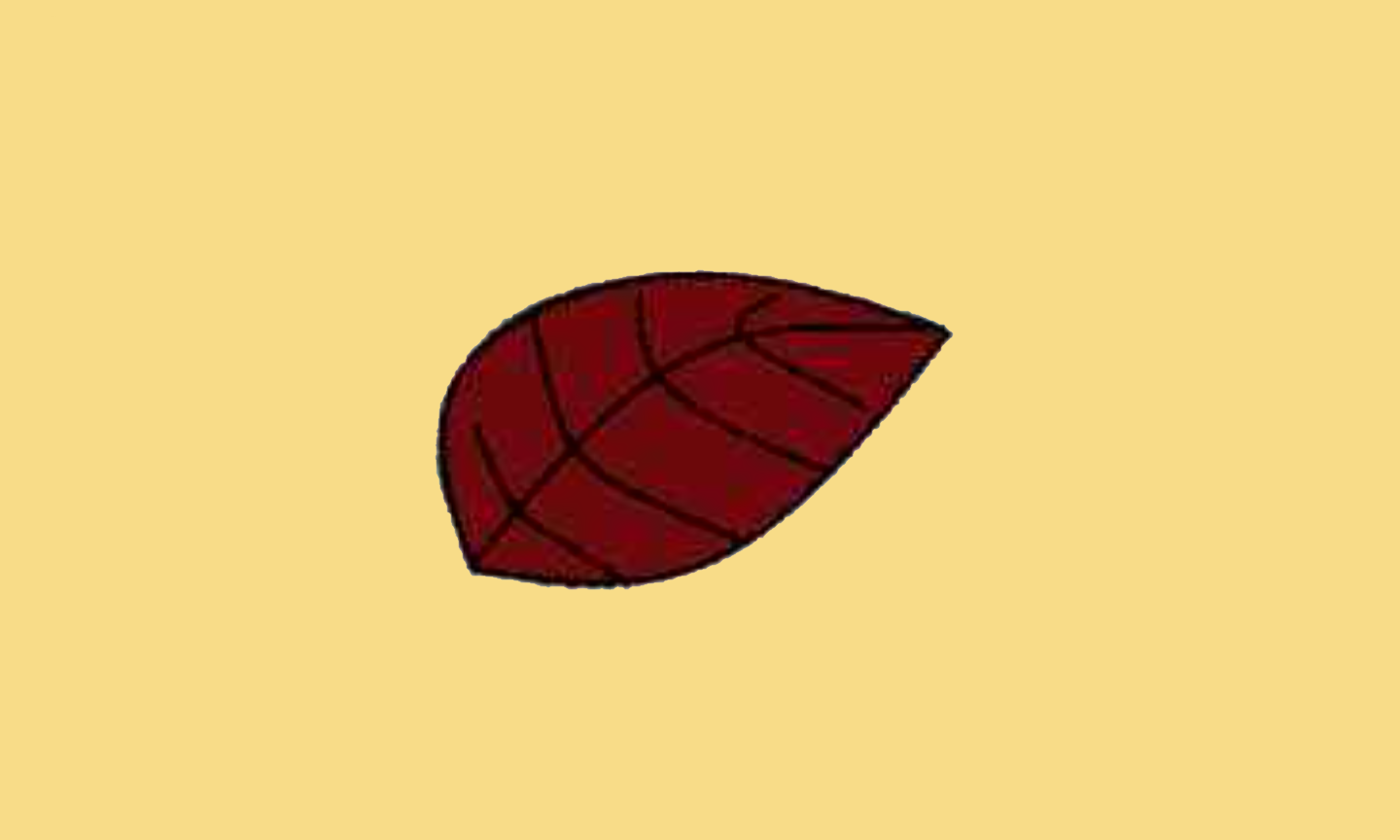
2.ª bandera.

La otra bandera, es la que realmente pertenece al Municipio, de la cual se investiga su origen. La bandera está hecha sobre un fondo también de color amarillo y en el centro una hoja seca de tabaco, como símbolo de la que fuera una pujante tierra tabacalera. 

## Himno
El himno de Girón consta de 6 estrofas y coro. Su letra fue escrita en 1993 por las hermanas Álix Parra Reyes y Helena Parra Reyes. La música fue compuesta por Bonifacio Bautista. Su primera interpretación oficial la realizarían la Banda Mariana -música- y Eduardo Rodríguez -voz-.
Letra:
Es Girón el portal de la gloria,
de la patria un fiel defensor,
hoy los hijos cantamos su historia
por los triunfos que un día nos brindó.
Es Girón ese pueblo querido 
que Mantilla de los Ríos fundó,
con cariño recuerden su nombre
pues un Cielo en la Tierra os dejó.
Coro
Soy gironés, ese es mi orgullo,
soy gironés de corazón,
con la Batalla de Palonegro
creció la historia de esta región.
Soy gironés, ese es mi orgullo,
soy gironés de corazón,
todos te admiran y te proclaman
fiel monumento de la Nación.
Son sus puentes reliquias de piedra
que tu pueblo un día construyó
y testigos fueron de romances
de una era que nunca volvió.
A sus calles ancestros de antaño,
a sus calles estilo español,
hoy brindamos con fe y coraje
este himno grandioso de amor.
(Coro)
¡Oh, Girón, mi terruño del alma!,
los cultivos que te adornan son:
el tabaco, el cacao y la caña,
frutos de hijos de orgullo y tesón.
El glorioso Benito de Palermo
que de España llegó a este lugar,
terminó con la cárcel de esclavos
y gozaron de la libertad.
(Coro)

## Historia
El primer intento de tres, para fundar la actual ciudad de Girón, inicia con la primera denominación que tuvo el proyecto de fundación y fue el de San Juan Bautista de Borja de Girón nombre durante el siglo XVII, el 15 de enero de 1631 por Francisco Mantilla de los Ríos (1597-1632), encomendero veleño. Con experiencia militar por sus expediciones contra los Yariguíes y Carares; firmó ante la Real Audiencia unas capitulaciones que lo comprometían a limpiar de indios asaltantes las riberas de los ríos Sogamoso y  Lebrija, a cambio le darían licencia para fundar una ciudad en la que podía ejercer el título de Gobernador.
Mantilla de los Ríos inició de inmediato la construcción en el sitio Zapamanga; pero el pueblo fue edificado dentro de los límites administrativos de la población de Pamplona que llegaba hasta la zona hoy conocida como Pescadero.
Las autoridades de Pamplona presentaron ante la Real Audiencia una querella de usurpación; por quedar el asentamiento en ajena jurisdicción, pertenecientes a la ciudad de Vélez.
El presidente Sancho de Girón, ordenó el 21 de febrero de 1631 que se suspendiera el poblamiento de la ciudad San Juan de Girón y Mantilla de los Ríos debería limitarse a cumplir las capitulaciones sobre pacificación de los indios y demás asaltantes del Río Magdalena. Quedando así anulada esta fundación por vicio legal.
El caserío que se estaba construyendo fue demolido. Cuando Mantilla de los Ríos presentaba en Santafé el alegato defensivo de sus derechos, murió repentinamente en 1632.
Su esposa le pidió a un primo hermano del fallecido que continuara en su empresa y reclamara los derechos capitulados.
El 28 de abril de 1635 se le dio el título de Segundo Gobernador a Francisco Mantilla de los Ríos, primo.
A comienzos de 1636 fundó la población en el sitio de los Pujamanes a la orilla del Río Sogamoso; favorecía la agricultura pero se presentaron inconvenientes como la adquisición de fuerzas de trabajo, enfermedades contraídas por el clima y la plaga de langostas que arrasó con los cultivos. No conforme con el sitio el procurador Don Manuel Calderón presentó un requerimiento para que la ciudad fuera trasladada a orillas del Río de Oro. Así el pueblo fue llevado a Macaregua el 30 de diciembre de 1638, sitio que hoy ocupa.
Fue erigida parroquia en 1639.

## División Político-Administrativa
Además, de su Cabecera municipal. Girón tiene bajo su jurisdicción los centros poblados: 
- Acapulco
- Barbosa
- Bocas
- Chocoita
- El Laguito
- Llanadas
- Marta
- Pueblito Viejo
- Rio de Oro
- Vientos de Llanada

#### Veredas
El municipio tiene constituido 21 veredas: Carrizal, Riofrío, Llanada, Barbosa, Acapulco, Ruitoque, Palogordo, Chocoa, Cantalta, Pantano, Motoso, La Parroquia, El Cedro, Sogamoso, Marta, Bocas, Lagunetas, Llanogrande, Peñas, Chocoita y Riosucio.

## Área metropolitana
El área metropolitana de Bucaramanga está conformada actualmente por los municipios de Bucaramanga, Floridablanca, Girón y Piedecuesta.
Fue creada mediante la Ordenanza N.º 020 del 15 de diciembre de 1981 por la Asamblea de Santander, en la cual se ponía en funcionamiento un área metropolitana, conformada por Bucaramanga, como gran centro urbano o núcleo principal y las poblaciones contiguas de Girón y Floridablanca. 
En 1984, se expidió la ordenanza N.º 048 con la cual se autorizó la integración del municipio de Piedecuesta al área metropolitana de Bucaramanga, lo cual fue formalizado el 2 de marzo de 1985, con el Decreto 0332 “Por el cual se integra el Municipio de Piedecuesta al Área Metropolitana de Bucaramanga”.

## Geografía
El municipio de San Juan de Girón limita al oriente con los municipios de Floridablanca, Piedecuesta y Bucaramanga (área metropolitana de Bucaramanga); al occidente con el Municipio de Betulia; al norte con los municipios de Sabana de Torres, Rionegro y Lebrija; y al sur con los municipios Los Santos y Zapatoca.

### Hidrografía
El principal cuerpo de agua del municipio es el río de Oro que nace en el municipio de Piedecuesta, cruza a Girón de sur a norte y luego se une entre Girón y Bucaramanga con el río Suratá para conformar el Río Lebrija.
Quebrada de las Nieves, que fluye en Girón de oeste a este, río Frío (o quebrada Aguablanca) que fluye de este a oeste; las dos fuentes hídricas desembocan en el río de Oro en el casco urbano de Girón.

### Clima
| Parámetros climáticos promedio de Girón                                                                 | Parámetros climáticos promedio de Girón | Parámetros climáticos promedio de Girón | Parámetros climáticos promedio de Girón | Parámetros climáticos promedio de Girón | Parámetros climáticos promedio de Girón | Parámetros climáticos promedio de Girón | Parámetros climáticos promedio de Girón | Parámetros climáticos promedio de Girón | Parámetros climáticos promedio de Girón | Parámetros climáticos promedio de Girón | Parámetros climáticos promedio de Girón | Parámetros climáticos promedio de Girón | Parámetros climáticos promedio de Girón |
| Mes | Ene.                                    | Feb.                                    | Mar.                                    | Abr.                                    | May.                                    | Jun.                                    | Jul.                                    | Ago.                                    | Sep.                                    | Oct.                                    | Nov.                                    | Dic.                                    | Anual                                   |
| --- | --------------------------------------- | --------------------------------------- | --------------------------------------- | --------------------------------------- | --------------------------------------- | --------------------------------------- | --------------------------------------- | --------------------------------------- | --------------------------------------- | --------------------------------------- | --------------------------------------- | --------------------------------------- | --------------------------------------- |
| Temp. máx. media (°C)                                                                                   | 30.9                                    | 30.7                                    | 30.7                                    | 30.4                                    | 30.8                                    | 30.9                                    | 31.0                                    | 31.2                                    | 31.2                                    | 30.4                                    | 30.4                                    | 30.5                                    | 30.8                                    |
| Temp. media (°C)                                                                                        | 25.2                                    | 25.4                                    | 25.5                                    | 25.3                                    | 25.3                                    | 25.2                                    | 25.2                                    | 25.3                                    | 25.2                                    | 25.1                                    | 25.0                                    | 25.1                                    | 25.2                                    |
| Temp. mín. media (°C)                                                                                   | 19.1                                    | 19.5                                    | 19.9                                    | 20.0                                    | 20.1                                    | 19.6                                    | 19.2                                    | 19.4                                    | 19.4                                    | 19.6                                    | 19.6                                    | 19.2                                    | 19.6                                    |
| Precipitación total (mm)                                                                                | 38                                      | 70                                      | 105                                     | 95                                      | 102                                     | 71                                      | 71                                      | 75                                      | 90                                      | 119                                     | 82                                      | 25                                      | 943                                     |
| Días de precipitaciones (≥ 1 mm)                                                                        | 6                                       | 7                                       | 11                                      | 14                                      | 15                                      | 13                                      | 14                                      | 15                                      | 15                                      | 15                                      | 10                                      | 5                                       | 140                                     |
| Horas de sol                                                                                            | 213                                     | 207                                     | 226                                     | 219                                     | 244                                     | 267                                     | 282                                     | 275                                     | 243                                     | 213                                     | 177                                     | 195                                     | 2761                                    |
| Humedad relativa (%)                                                                                    | 75                                      | 74                                      | 76                                      | 77                                      | 78                                      | 78                                      | 77                                      | 76                                      | 76                                      | 77                                      | 77                                      | 76                                      | 76.4                                    |
| Fuente: Instituto de Hidrología, Meteorología e Investigaciones Ambientales (IDEAM) 29 de enero de 2010 |                                         |                                         |                                         |                                         |                                         |                                         |                                         |                                         |                                         |                                         |                                         |                                         |                                         |

## Economía
En Girón se localiza un porcentaje importante de empresas e industrias del área metropolitana de Bucaramanga, siendo estas parte esencial de la economía local. Se destacan los sectores de la metalmecánica, la agroindustria, la logística, y la distribución de hidrocarburos.

## Sitios de interés

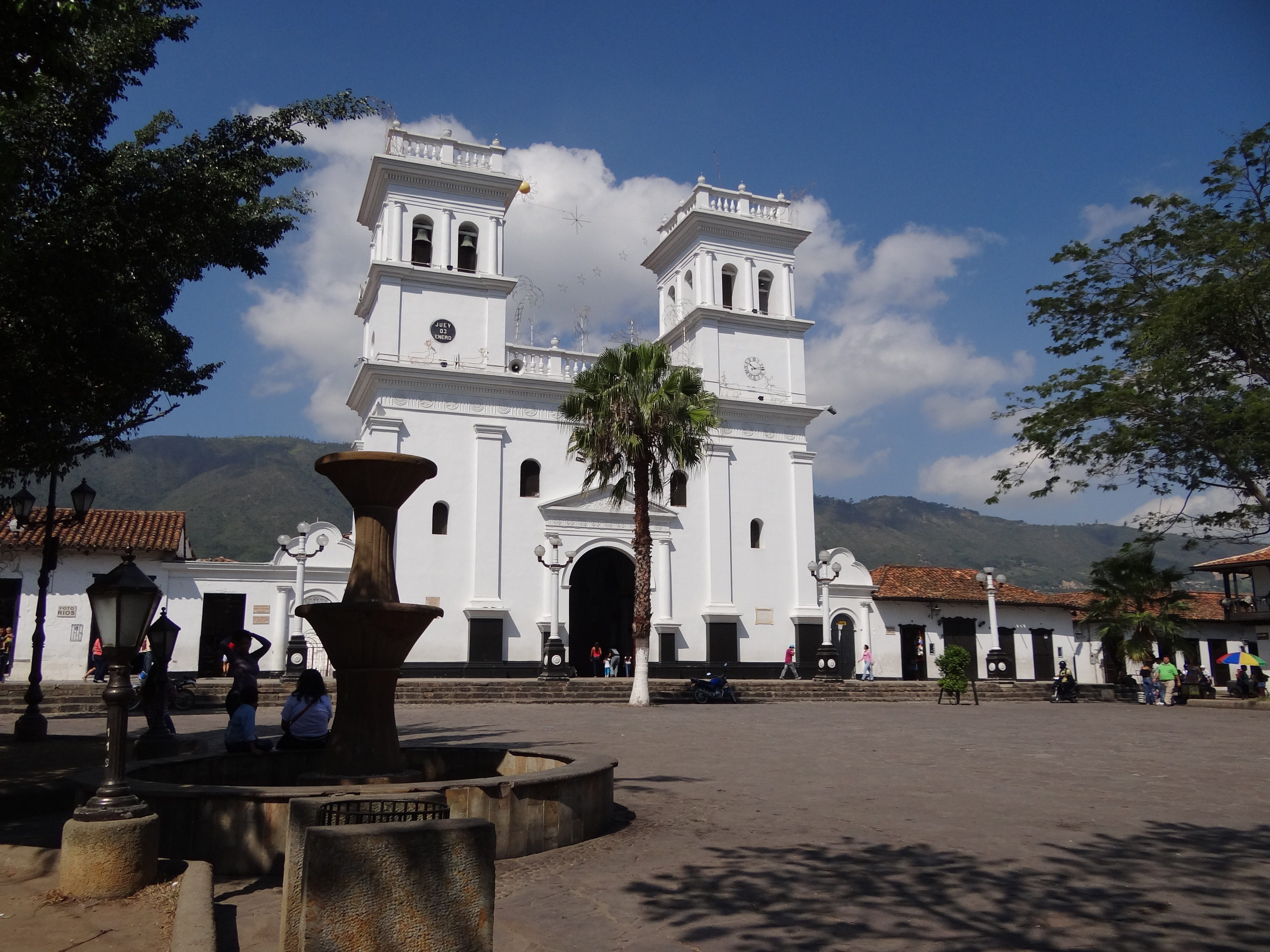
Basílica Menor del Señor de los Milagros (parroquia de San Juan Bautista).

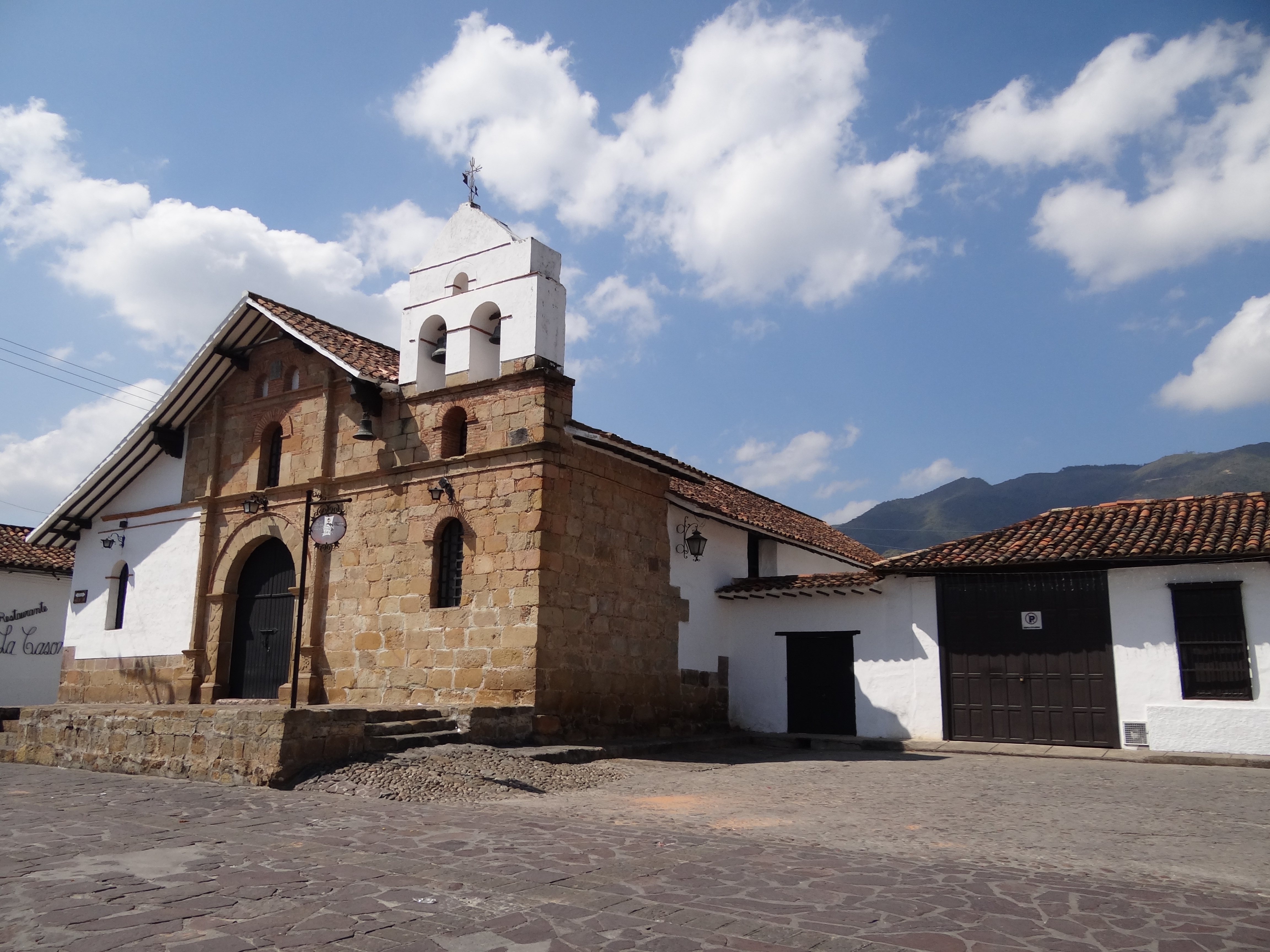
Capilla de las Nieves.

Este municipio se destaca por su arquitectura colonial, respetada urbanísticamente en el casco antiguo del municipio donde se localizan la Basílica Menor y la capilla de las Nieves.
En Semana Santa y en la celebración del Día del Señor de los Milagros (14 de septiembre) la concurrencia de feligreses es enorme superando las 50.000 personas entre propios y extraños. En Semana Santa con el Viacrucis desde la Basílica Menor hasta la capilla del Señor de los Milagros en la Vereda El Corregidor, además de las procesiones con las imágenes religiosas por las calles del sector colonial a cargo de la Hermandad de Jesús Nazareno del municipio. Además, se destacada la Fiesta de San Benito de Palermo (28 de diciembre).
Aunque Girón es una localidad del distrito metropolitano, llama la atención por sus lindas casas coloniales y por su variedad de sitios turísticos antiguos y modernos para visitar. Aquí algunos de estos sitios a conocer:
- Cascada Las Iguanas: Ubicada en la vereda Chocoa por la vía que conduce al municipio de Zapatoca.
- Cenfer: Centro de ferias, eventos, convenciones y exposiciones del área metropolitana de Bucaramanga.
- Plaza de espectáculos "Señor de los Milagros": Centro polifuncional donde se desarrolla todo tipo de espectáculos del área metropolitana de Bucaramanga.
- Cancha Primero de Mayo: Ubicada en el barrio Primero de Mayo fuera del sector colonial, es utilizada para la práctica del fútbol.[12]
- Coliseo Juan Pablo II: Ubicado en el barrio El Poblado. Es el principal escenario deportivo de este municipio, usado para la práctica de deportes como el fútbol de salón, baloncesto, voleibol, entre otras actividades que se realizan allí.
- Humedal del Pantano: Sitio ecoturístico, conservación y reserva natural. Se encuentra cerca de la quebrada La Angula, que abastece de agua al municipio de Lebrija.
- Parque Gallineral de Girón: Seguro, acogedor y con ambiente familiar, que produce sombra por la acción del despliegue de musgos en los árboles.
- Parque Peralta: Conserva su estructura y materiales originales, el lugar escogido por muchos enamorados que lo visitan para pedir un deseo en la fuente.
- Parque las Nieves: Parque de estilo conservador al mejor estilo de la época colonial española, en él está ubicada la tradicional Capilla de las Nieves, el sitio escogido por las parejas que desean contraer nupcias en ceremonia religiosa católica o también como lugar de visita a la imagen de la Virgen de las Nieves.

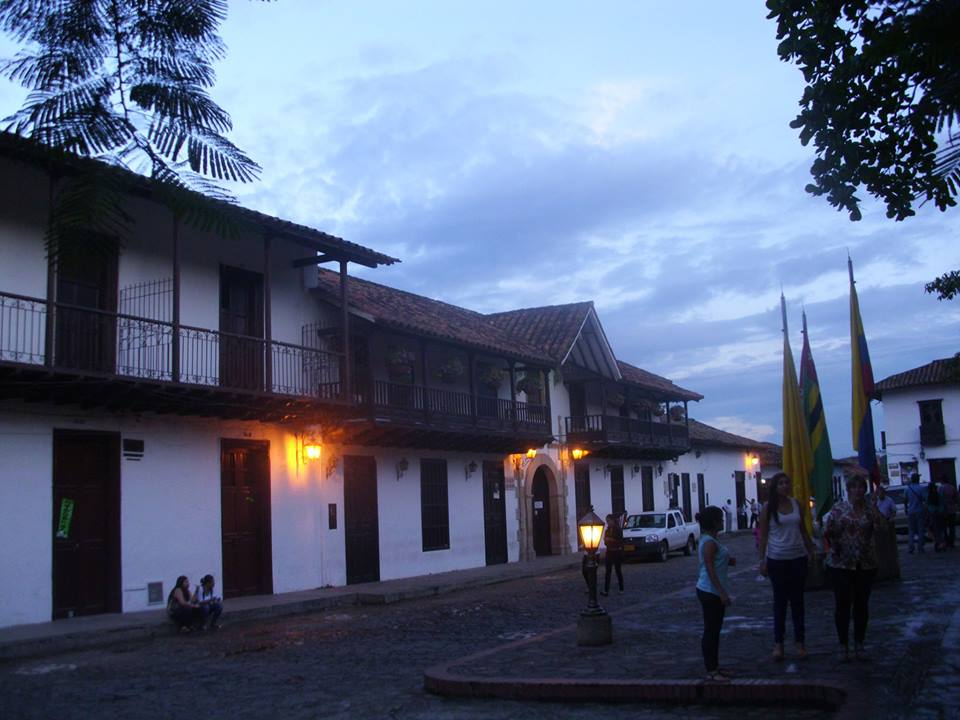
Vía del sector antiguo, contigua al Parque Principal de Girón.

- Parque Principal: Es la plaza central del municipio, donde están ubicadas las gitanas que practican la quiromancia y los puestos ambulantes donde se prepara el popular raspao. En la época de La Colonia este era el sitio más concurrido, ya que el día domingo el mercado funcionaba en este sitio. Se dice también que en este lugar ejecutaban públicamente a quienes cometían delitos contra el Virreinato de la Nueva Granada y la Corona española. Allí está ubicada la Basílica Menor del Señor de los Milagros.

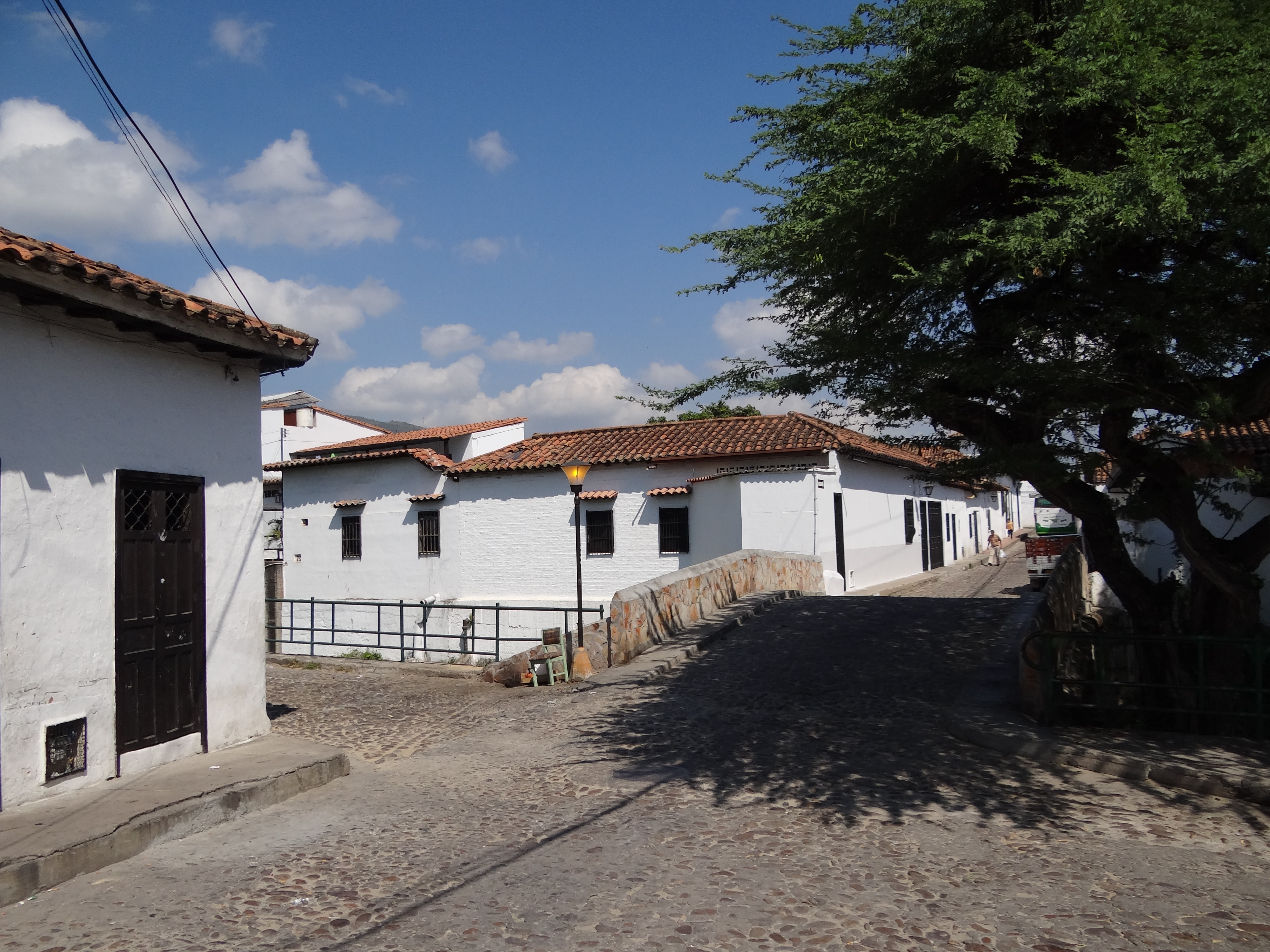
Puente San José, calle 29, cra 27.

- Puentes de Calicanto: Son seis puentes en total (de este a oeste: Antón García, San Benito, El Moro, San José, Las Nieves, Los Mirtos), que dan acceso por la parte sur al Parque Principal, construidos después de la época de la conquista, uniendo así al parque con el resto del municipio, debido a que la Quebrada las Nieves aislaba el casco antiguo del resto de Girón.
- Casa Museo La Mansión del Frayle: Ubicado frente al Parque Principal de Girón, en este lugar se firmó el Acta de Independencia de Colombia y fue el lugar de nacimiento de Juan Eloy Valenzuela y Mantilla, presbítero y subdirector de la Real Expedición Botánica del Nuevo Reino de Granada.[13] Funciona en la actualidad un restaurante de comida típica en sus instalaciones, además de un almacén de artesanías y un museo con objetos de uso cotidiano en el siglo XVIII.
- Malecón Turístico: Considerado como uno de los sitios emblemáticos de Girón, allí se realizan diversas actividades culturales y lúdicas, entre ellas el Festival de Orquestas cuando el municipio celebra sus festividades en el mes de agosto, también se pueden conseguir en las ventas callejeras las golosinas típicas de la región (dulces, cocadas, arequipes, entre otros). En este lugar se puede disfrutar también de una de las comidas más importantes del municipio como lo es su famosa “Fritanga” (especie de picada hecha con costillas y lomo de cerdo, chicharron, chorizo, morcilla, maduro con queso y papa criolla frita) en sus tradicionales casetas.
- Capilla Señor de los Milagros: se encuentra localizada a 4 km del casco urbano, en la Vereda El Corregidor. Fue la primera iglesia en resguardar la imagen del Señor de los Milagros, patrono del municipio.
- Capilla San Roque: Humilde y a la vez vanguardista, donde se venera la imagen de San Roque, entre su decoración se pueden contemplar tres hermosos cuadros que el sacerdote José María Valenzuela trajo de Quito en 1844.
- Casa de la Cultura: Lugar donde se reúne la comunidad de este municipio para diversas actividades culturales y donde se dictan cursos de música, danza, artesanías y manualidades, y también sede de exposiciones artísticas como obras de arte y pinturas.
- Museo de Arte Religioso y Casa Pastoral: Sitio dedicado a la exhibición de artesanías, elaboradas por artesanos de la colonia, pinturas del siglo XVIII y elementos religiosos coloniales.
- Casa de Gobierno: Con varias reconstrucciones y reparaciones, había sido desde 1631 la Casa de Gobierno de Girón hasta el incendio de 1977, fue cuando se inició una fuerte campaña para construir una casa consistorial de estilo colonial. Actualmente funciona en sus instalaciones la Alcaldía del municipio.
- Hacienda Casa y Caminos de Geo Von Lengerke: Geo von Lengerke, un hacendado de origen alemán que fue parte de la migración alemana al Estado Soberano de Santander, residió en esta casa, y llegar a ella implica recorrer sus caminos, que hacen del recorrido una verdadera expedición botánica sobre sus verdes praderas. Hacienda “El Corregidor” en San Juan de Girón.[14]

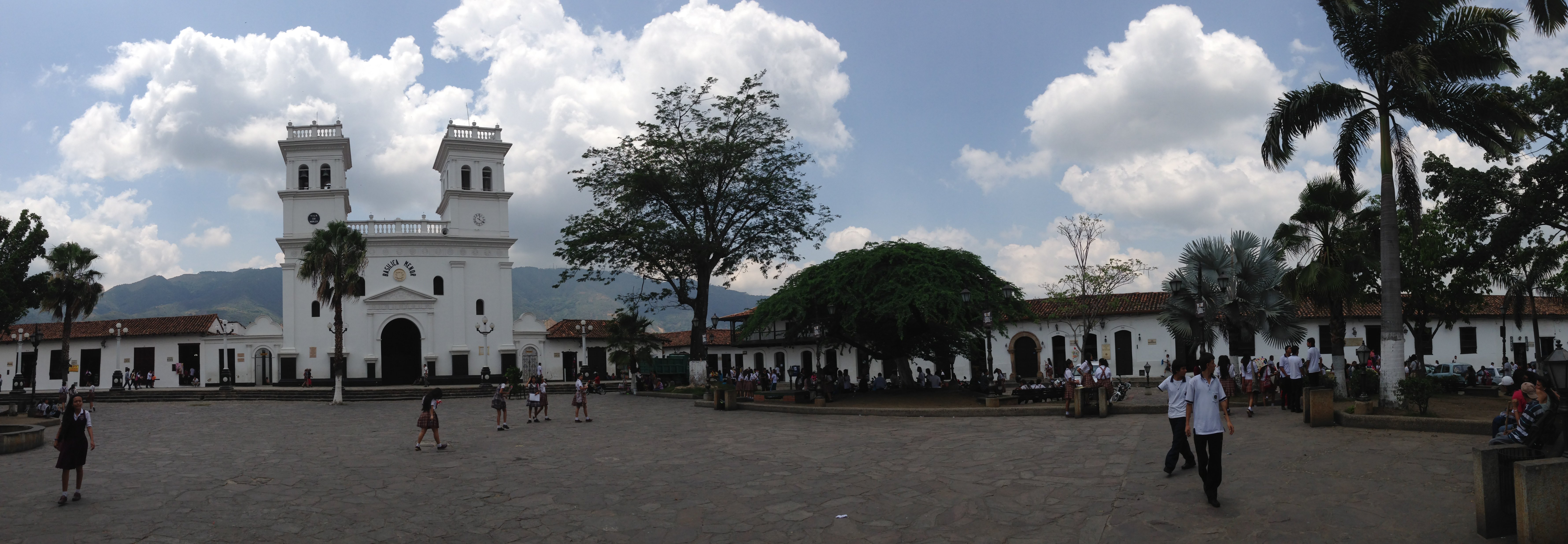
Sector antiguo de la ciudad de Girón.

## Servicios públicos
- Energía Eléctrica: Electrificadora de Santander (ESSA), del grupo EPM, es la empresa prestadora del servicio de energía eléctrica.
- Gas Natural: Vanti es la empresa distribuidora y comercializadora de gas natural en el municipio.